# Astropis (časopis)
Astropis je český astronomický časopis, který se kromě vlastní astronomie věnuje i  dalekohledům, kosmologii, astrofyzice, astrobiologii a dalším příbuzným oblastem. Vychází 5× ročně (4 pravidelná čtvrtletní čísla a jeden tematický speciál) a je určen zejména astronomům amatérům a dalším zájemcům o astronomii. Standardně má formát A4 a rozsah 44–52 stran, z nichž aspoň 12 je barevných. Vychází v nákladu 2000 výtisků.

## Historie a vydavatel
Časopis vznikl v roce 1990 jako věstník pro astronomy-amatéry. Byl pouze černobílý a rozmnožoval se kopírováním. U jeho zrodu stál Radek Mašata, který v časopisu stále působí jako jeho redaktor. Od roku 1994 začal vycházet jako standardní tištěný časopis. Po třech letech se však dostal do problémů, které byly vyřešeny novým obsazením redakce i personálními změnami ve vydávající společnosti. Od roku 1999 vychází pravidelně a průběžně se zvyšuje jeho rozsah.
Časopis vydává od roku 1994 občanské sdružení Společnost Astropis, jehož předsedou je Michael Prouza. Šéfredaktorem časopisu je Vladimír Kopecký jr.

## Obsah a autoři
V časopisu vycházejí populárně-naučné články o různých oborech astronomie a dalších příbuzných oblastech včetně článků o historii astronomie. Pro astronomy-amatéry jsou obsaženy i články o dalekohledech a další pozorovací technice a o pozorovacích metodách. Je jim určena i pravidelná rubrika Oblohou amatérsky s mapkou oblohy se zdůrazněnými objekty vhodnými pro pozorování v tomto období. Několik zvláště významných objektů je zde popsáno podrobněji.
Obsah je dále doplněn drobnějšími články o novinkách v astronomii, o výzkumech kosmických sond – včetně snímků některých zajímavých jevů na barevných dvoulistech. Podobné drobnější články jsou zde i o významnějších společenských akcích, jako jsou životní jubilea nebo konference. V roce 2006 vyšlo speciální číslo věnované astronomickému kongresu, který v tom roce proběhl v Praze.
Mezi autory článků se řadí například Jiří Grygar, Jana Tichá, Antonín Rükl, Petr Kulhánek, představitelé České astronomické společnosti a především současná mladší generace popularizátorů astronomie spojená s hvězdárnami v Praze či Brně, Univerzitou Karlovou a Akademií věd ČR.

## Pořádané akce
Společnost Astropis pořádá každoročně na konci listopadu přednáškový Den s Astropisem, v rámci kterého se také slavnostně uděluje ocenění Kopalova přednáška.